# Cardioversão

Cardioversão elétrica

Cardioversão é um procedimento médico em que se usa eletricidade ou medicamentos para fazer com que um ritmo cardíaco elevado (taquicardia) ou outros tipos de arritmia sejam convertidos em ritmo cardíaco normal. Na cardioversão elétrica aplica-se uma dose terapêutica de corrente elétrica no coração num momento específico do ciclo cardíaco, o que reinicia a atividade do sistema de condução elétrica do coração. Na cardioversão química são usados medicamentos antiarrítmicos em vez de um choque elétrico.